# Fuente Dé
Fuente Dé o Fuentedé es una localidad española perteneciente al municipio de Camaleño, en la comunidad autónoma de Cantabria. Su circo glaciar, poblado de hayedos y en el cual nace el río Deva, es un punto de interés geomorfológico.

## Teleférico

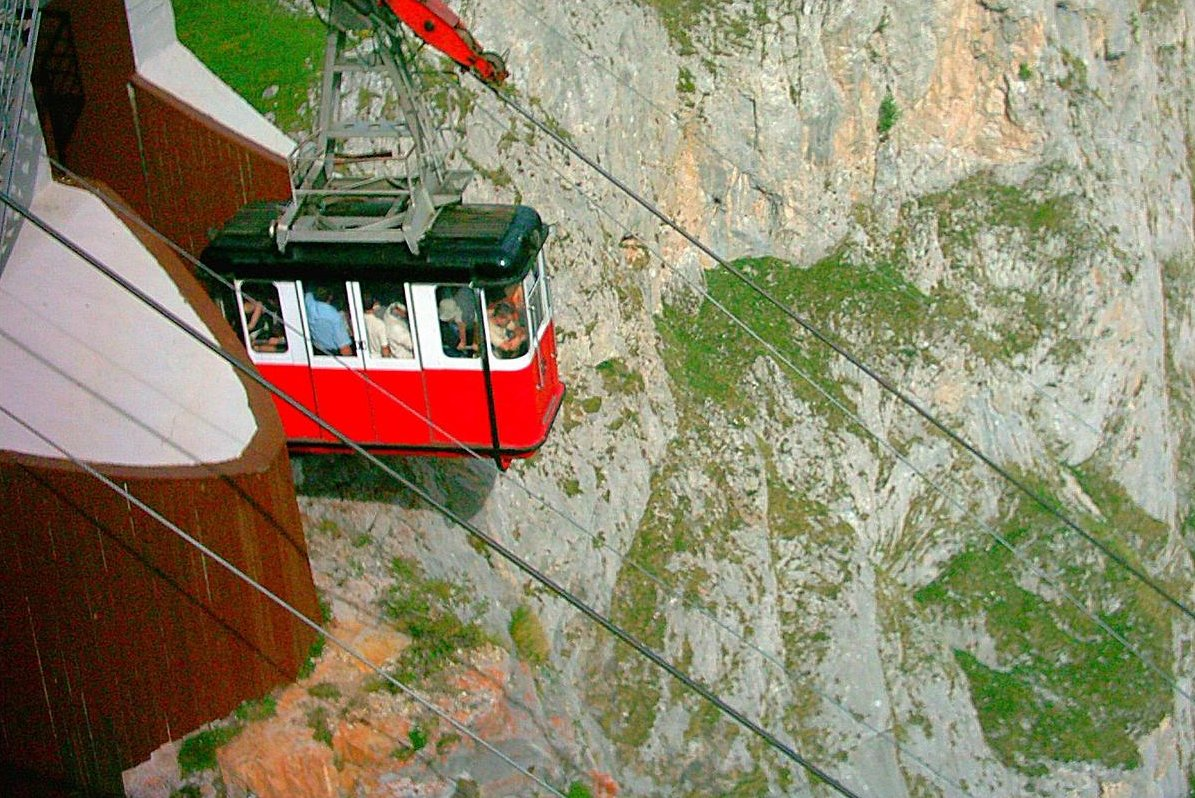
Teleférico de Fuente Dé con las antiguas cabinas.

Este lugar posee un teleférico que salva un desnivel de 753 m con una longitud de cable de 1840 m. A la estación superior del teleférico se le llama El Cable. Allí existe un mirador sobre el valle. El trayecto se realiza en poco más de 3 minutos y medio.
Este teleférico es una de las instalaciones turísticas más conocidas de la comarca de Liébana, donde se encuentra, y de toda Cantabria.

## Rutas
Tanto en el propio Fuente Dé como en El Cable se inician diversos itinerarios de montañismo y senderismo. Así, desde Fuente Dé:
- Ascensión al Alto de la Triguera (1916 m), cumbre que linda con León, y que queda hacia el suroeste desde Fuente Dé.
- Circuito alrededor de la Peña Remoña, subiendo por Las Berrugas hasta la majada de Pedabejo y pasando luego al collado de Liordes, desde donde se desciende, por la canal del Embudo, nuevamente hasta Fuente Dé.
- Canal de la Jenduda. Esta canal permite subir desde Fuente Dé hacia el Macizo central eludiendo el uso del teleférico. Es para montañeros con experiencia.
- Sendero de Pequeño Recorrido PR-S. 7, «Camino de Valdebaró», de Fuente Dé a Santo Toribio de Liébana, 22 kilómetros.
- La Ruta Vadiniense del Camino de Santiago del Norte pasa por Fuente Dé.

Desde El Cable:
- Sendero de Pequeño Recorrido PR-S. 2, «Camino de Áliva», hasta Pido, en total 11,5 kilómetros.
- Por la Horcadina de Covarrobres, se desciende hacia los Puertos de Áliva y de allí puede seguirse, por los Invernales de Igüedri y Portillas del Boquejón, hasta Espinama. La ruta puede hacerse igualmente en sentido inverso, ascendiendo desde Espinama hasta El Cable.
- Sendero de Pequeño Recorrido PR-S. 16, «Camino de los Puertos de Pembes», hasta Los Llanos. En lugar de descender hacia Espinama, se toman los puertos de Pembes, que quedan al sur-este, y pasando por la Peña de Oviedo, se llega a Los Llanos. Los puertos de Pembes admiten otras variantes, como la ruta que, partiendo desde Espinama, asciende hacia Áliva y desde allí toma los puertos hacia Mogrovejo.
- Por Covarrobres y Áliva, en lugar de descender hacia el sur camino de Espinama, puede tomarse dirección norte, por las Vegas del Toro, hacia Sotres, ya en Asturias.
- Por la Vueltona puede tomarse un desvío a la derecha, por la Canalona, llegar al collado de la Canalona y de allí, a Peña Vieja. El regreso puede hacerse por el mismo camino o, para montañeros expertos, cabe la posibilidad de bajar a los Puertos de Áliva a través de la canal del Vidrio.
- Siguiendo por la Vueltona de frente se alcanza el collado de Horcados Rojos, desde donde, a la derecha se puede ascender a la Torre de los Horcados Rojos, ascensión de dificultad moderada. A la izquierda, se puede subir al Pico Tesorero, divisorio entre las provincias de León, Asturias y Cantabria.
- Pasada la Canalona, si en lugar de seguir de frente, se encamina a la izquierda, se llega a un refugio llamado Cabaña Verónica (el más alto de España), desde donde, por la collada Blanca, se asciende la Torre Blanca, punto más alto de la geografía de Cantabria, en la divisoria con la provincia de León.

## Ciclismo
Fuente Dé ha recibido la catalogación como puerto de segunda categoría. Ha sido final de etapa de la Vuelta a España en una ocasión (2012), con el siguiente resultado:
| Año  | Etapa | Fecha           | Cat. | Salida    | km    | Ganador          | Líder            |
| 2012 | 17.ª  | 5 de septiembre | 2.ª  | Santander | 187,3 | Alberto Contador | Alberto Contador |